# Gangster (film 1997)
Gangster (ang. Hoodlum) – amerykański kryminał z 1997 roku.

## Obsada
- Laurence Fishburne jako Bumpy Johnson
- Tim Roth jako Dutch Schultz
- Vanessa Williams jako Francine Hughes
- Andy García jako Lucky Luciano
- Cicely Tyson jako Stephanie St. Clair
- Chi McBride jako Illinois Gordon
- Clarence Williams III jako Bub Hewlett
- Richard Bradford jako kapitan Foley

## Inne tytuły
- Hoodlum (USA, tytuł oryginalny)
- Gangster (Polska/Serbia/USA, tytuł roboczy)
- El gángster (Meksyk)
- Gengszter (Węgry)
- Hampones (Hoodlum) (Hiszpania)
- Harlem, N.Y.C. (Niemcy, tytuł wideo)
- Harlem, N.Y.C. - Der Preis der Macht (Niemcy, tytuł TV)
- Homens Perigosos (Brazylia)
- Hoodlum (Włochy, tytuł TV)
- Hoodlum - Gangster (Polska, tytuł TV)
- Hoods (USA, tytuł roboczy)
- Kvodo Shel Gangster (Izrael)
- Les seigneurs de Harlem (Francja)
- Oi gangsters tis Neas Yorkis (Grecja, tytuł wideo)
- Os Reis do Sub-Mundo (Portugalia)
- Truand (Kanada, tytuł w języku francuskim)